# Carl G. Dahl
Carl Georg Valdemar Dahl, känd som Carl G. Dahl, född 17 juni 1875 i Ekshärad, död 26 november 1959 i Hjo, var en svensk trädgårdsman och pomolog.
Dahl blev filosofie kandidat vid Uppsala universitet 1901 och var föreståndare för Adelsnäs trädgårdsskola 1903–1910, därefter föreståndare för trädgårdsskolan vid Alnarp 1910–1940. Dahl gjorde för studier av praktisk trädgårdsskötsel ett flertal resor inom och utom landet till Tyskland, Belgien, Schweiz, Storbritannien, Förenta staterna och Kanada. Han publicerade en mängd arbeten, främst handböcker inom hortikultur och pomologi. Bland dessa märks särskilt handboken Pomologi (1929). 
Dahl invaldes 1925 som ledamot av Lantbruksakademien och tilldelades 1940 professors namn. Han var även medarbetare i Svensk uppslagsbok under signaturen C. G. D.
Carl G. Dahl var sonsons son till Jacob Dahl. Han var kusinbarn till Gustaf Dahl och syssling till Viking Dahl. Carl G. Dahl var från 1911 gift med Else Dahl och var far till geografen Sven Dahl, svärfar till genetikern Gösta von Rosen samt farfar till språkforskaren Östen Dahl och socialantropologen Gudrun Dahl.
Dahl testamenterade sin omfattande pomologiska boksamling (110 hyllmeter) med publikationer från år 1538 till 1959, "Dahlsamlingen" till Universitetsbiblioteket vid Göteborgs universitet. Här finns allt från broschyrer och särtryck till så gott som alla pomologins klassiker.
Dahls brevsamling från åren 1901–1959 (2 hyllmeter) finns på Landsarkivet i Lund.